# Delaware (folyó)
A Delaware folyó, (kiejtve Dellever) Észak-Amerika keleti partján, az Amerikai Egyesült Államokban.

## Nevének eredete
A folyó előző neve Makeriszkiton volt; mostani nevét Thomas Westről De La Warr 3. bárójáról (1577–1618) angol nemesről és a virginiai kolónia első királyi kormányzójáról kapta, aki megvédte a gyarmatot az első angol-póhatan háború alatt. Lord De La Warr büntető kampányt indított a póhatanok leölésére, miután meggyilkolták a gyarmati tanács elnökét, John Ratcliffe-ot, és megtámadták a kolónia új településeit.

## Leírása

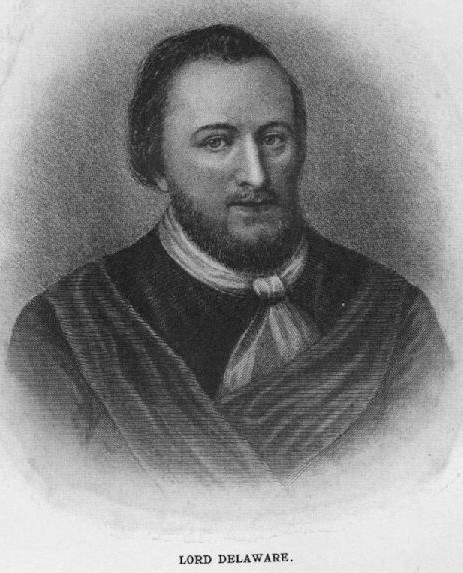
Thomas West báró (Baron De La Warr) arcképe

A Delaware mintegy 500 km. hosszú folyó az Amerikai Egyesült Államokban. A folyó a Catskill hegyek nyugati lejtőjén, New York államban ered. A Pepacton folyó felvétele után lép át Pennsylvániába, a Water Gap hegyszorosban áttörve a Blue Mountainst, Trentonnál sellőket alkotva a széles Delaware-öbölbe torkollik, amely háromszög alakú, a May és Henlopen-fokok közt terül el, legszélesebb része, 40 km. 
A Delaware-folyó nyugati ága (Mohawk Branch) körülbelül 140 km-re húzódik az északi Catskill-hegységtől, ahonnan csatlakozik a Delaware folyó keleti ágához a New York-i Hancockban. A nyugati ág utolsó 12 kilométeres szakasza alkotja New York és Pennsylvania államok határát.
- Nyugati ág: forrása a New York-i Schoharie megyében, Mount Jefferson közelében fekszik, mintegy 700 méter magasan a tengerszint felett, és átfolyik a fennsíkon. Az ág többnyire délnyugatra folyik, belépve Delaware megyébe, majd átmegy Stamford és Delhi városok között. Délnyugat-Delaware megyében egyre inkább kanyargós mederben folyik, általában délnyugatra. 1964-ben építették meg Stilesville-nél a nyugati ágat felduzzasztó gátat, amely nyomán létrejött a Cannonsville-i-víztározó. A keleti rész a 270 méteres tengerszint feletti magasságban csatlakozik a Hancockhoz, hogy létrehozza a Delaware-t.

- Keleti ág: Egy kisméretű tóból indul, amely a Delaware megyei roxburyi Grand Gorge településtől délre esik, délnyugat felé, New York városa felé folyik, hogy megteremtse a Pepacton-víztározót, a New York-i vízellátó rendszer legnagyobb víztározóját.

Mellékfolyói: 
A Beaver Kill folyó és a Willowemoc Creek, amely 16 km-re lép be a folyóba, mielőtt a nyugati rész találkozik a keleti résszel. A két ág összefolyása Hancocktól délre található.
A Delaware folyón Philadelphiáig a nagy tengeri hajók és Trentonig gőzösök jártak föl.

## Galéria

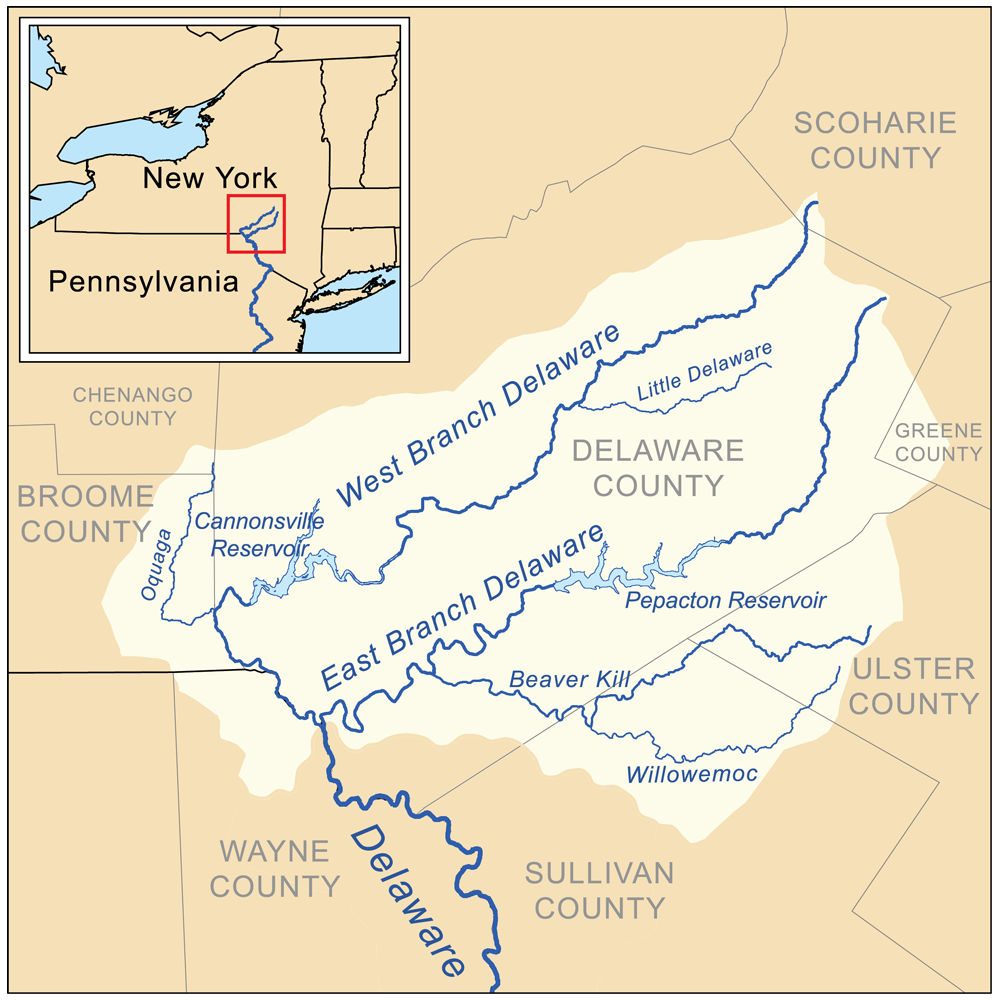
Térkép a folyó ágairól
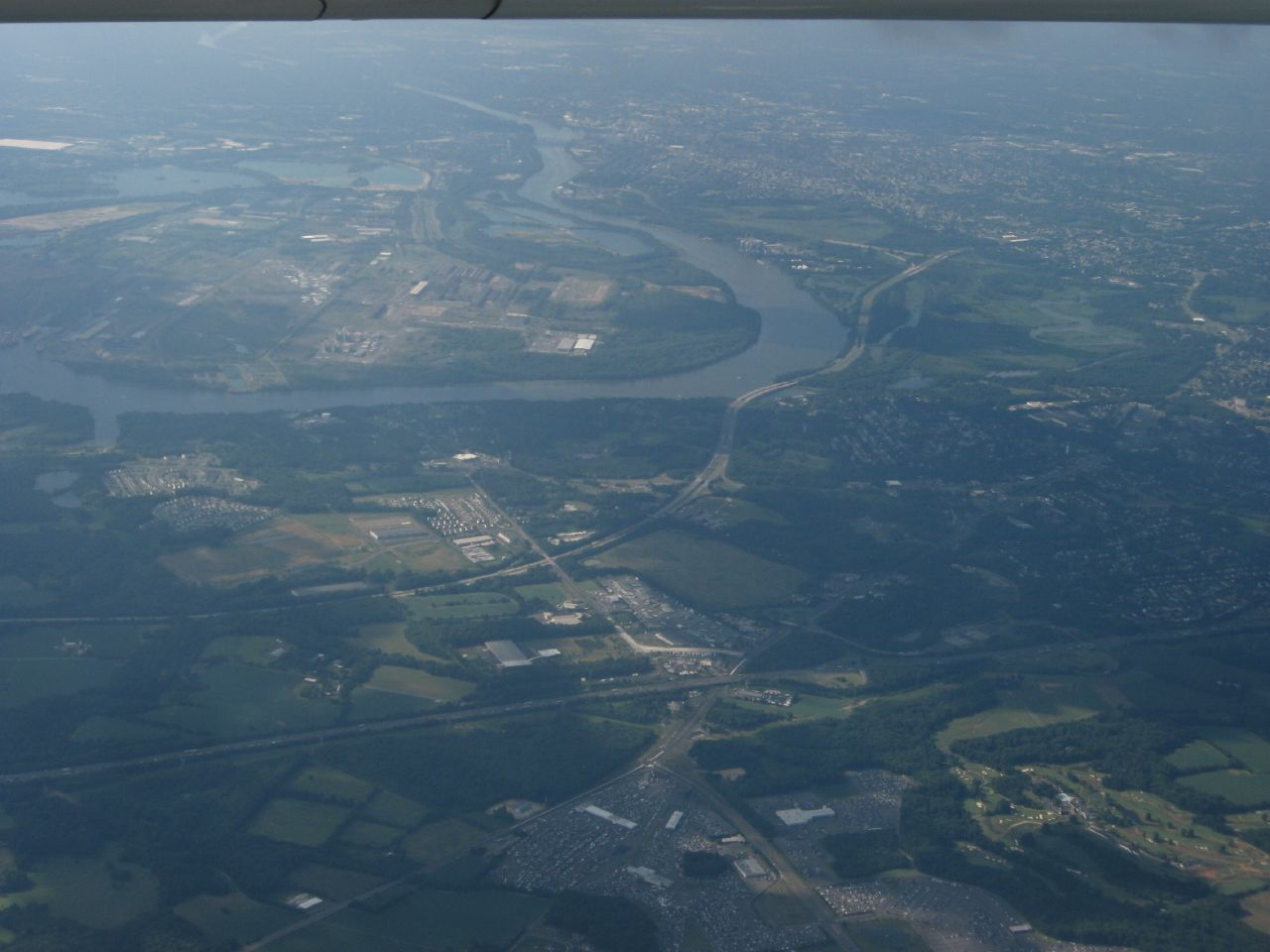
A Delaware folyó Trentonnál
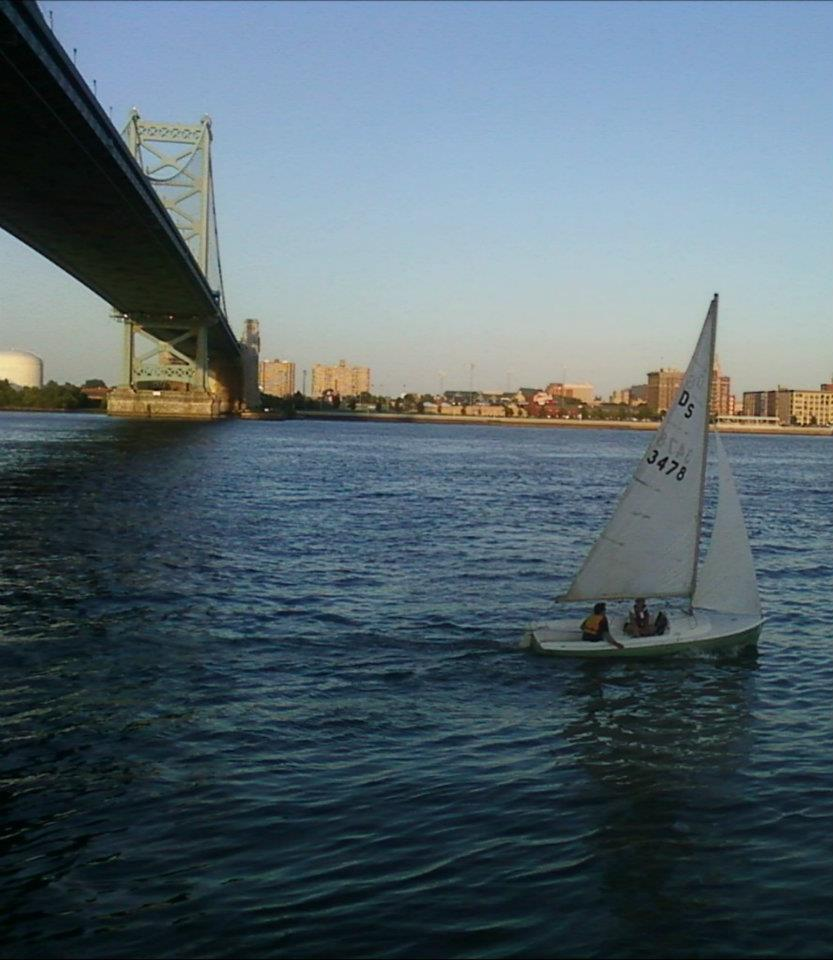
A Delaware folyó Philadelphiában
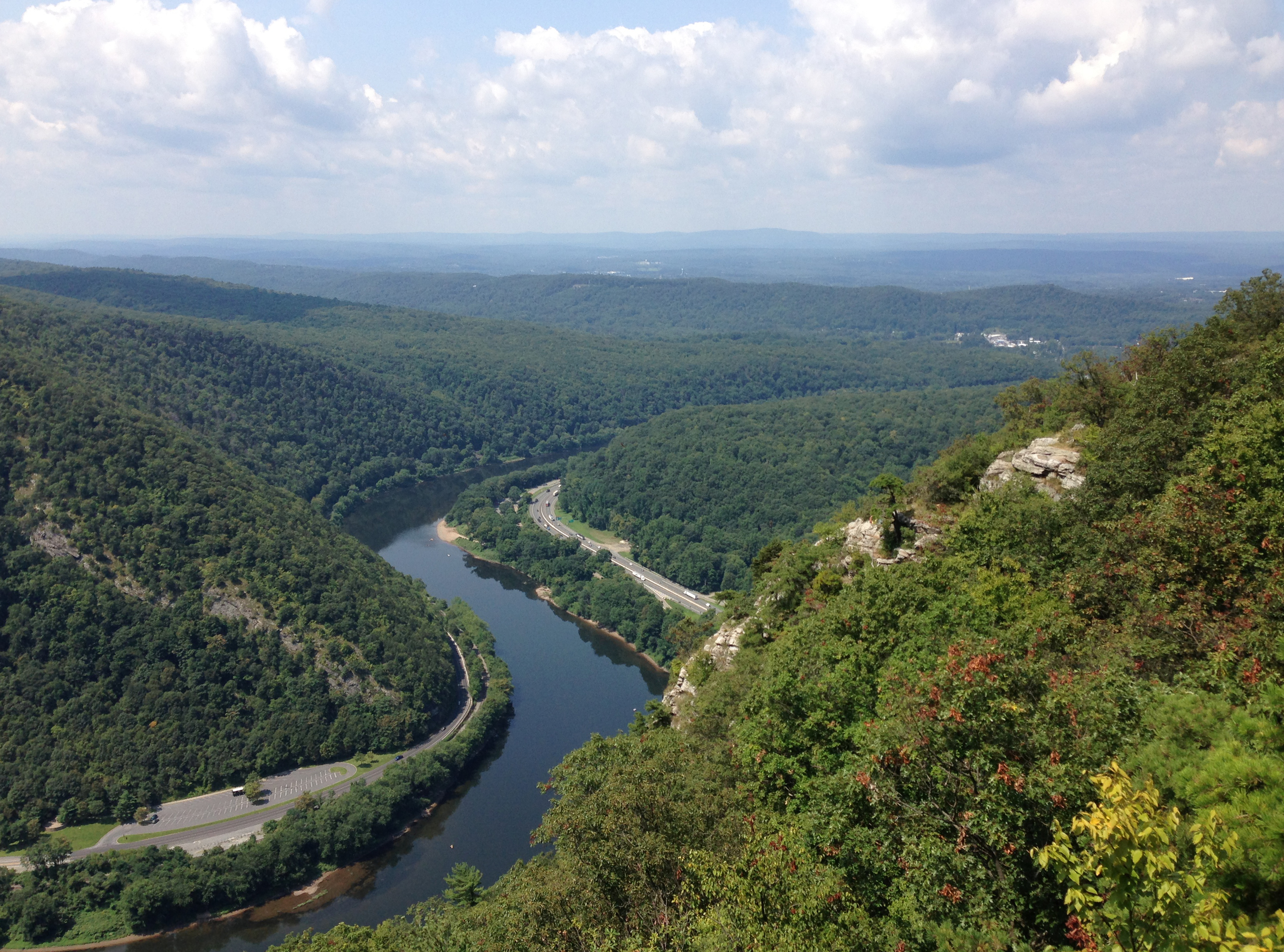
A folyó egy kanyarulata